# スコアメーカー
スコアメーカーは、河合楽器製作所が1995年から製造販売している楽譜作成ソフトウェア。

## 概要
一般の楽譜作成ソフトでは、音の高さ・長さ・音色などを入力する必要があるが、このソフトは「印刷楽譜をスキャナで読み取りそのまま楽譜データにする（楽譜認識）」ことができる。そのため、楽譜を読み慣れない人でも
- 楽譜を演奏させて合唱の音とりに使う
- 原曲を移調する

などを容易に行うことが出来る。通常の音符入力も出来るので、自分で作曲・アレンジに使うことも出来る。
オリジナルの楽譜フォント「Harp」を採用。楽譜出版を長年手がけてきたメーカーらしく、作成した楽譜も市販楽譜さながらに美しく仕上げることが出来る。

## バージョン

### 初期バージョン
スコアメーカー1.0
スコアメーカー2.0
2.1でWindows 98とNT4.0に対応。また、楽譜に任意のテキストを書き込むことができる「注釈」機能が追加された。[アップデート]でさらにWindows Me・2000・XPにも対応。
スコアメーカー3.0
このバージョンからWindows XPに正式対応。レイアウト機能が強化され、一部の五線を非表示にする（合唱曲の楽譜の前奏部分など）ことが可能になった。また、WAV形式での保存が可能となった。
スコアメーカー4.0
このバージョンから歌詞認識（印刷楽譜にある歌詞をそのまま読み込む）が可能になった。従来は楽譜認識しsdfファイル作成後、手打ちで歌詞を入力しなければならなかった。また、同時に複数の楽譜ファイルを開いて作業することも可能になった。
スコアメーカー5
このバージョンからMusicXML出力が可能になった。また、このバージョンのみサンプル曲としてカワイ出版の『ピアノ名曲100選』データがついていた。
スコアメーカーLite
スコアメーカービギナーズ
スコアメーカー for MacOS 2.0

### FXシリーズ
2007年リリースの最新バージョン。新ファイルフォーマット「sdx」を採用（従来のsdfも読み込み・出力可）。歌詞をメモ帳などであらかじめ作っておき、一括して流し込むことができる。等の新機能が追加された。
このシリーズから同一バージョンで複数のグレードが選べるようになった。
FX Pro
上級モデル。最大256パート。手書き風楽譜の認識も可能。八分音符で書かれた楽譜を自動的にジャズ風に演奏できる「シャッフル」機能など
FX
標準モデル。
FX Lite
楽譜認識機能が無い
第3世代（FX3）からWindows 8に対応、第5世代（FX5）からWindows 10に対応する。
FXからFX6までリリース後、第7世代からはFXが取れて単に「スコアメーカー7」のように称することとなった。

### スコアメーカーZERO
2017年12月6日発表の最新バージョン。それまでパッケージ版（ライセンス買い取り）で販売されていたものを、この世代から年間ライセンス料を支払ってソフトウエアをダウンロードして使用するサブスクリプション方式に移行した（ダウンロード後15日間の無料試用が可能）。買い取りライセンス版の最終バージョンである「スコアメーカー11」は2021年9月30日をもって販売を終了し、サブスクリプションへの移行に合わせて、アップデートも差分プログラムの提供ではなく、その都度フルサイズプログラムを提供する形に変更された。グレード表記も Platinum / Standard / Elements に変更されている。
楽譜認識機能にスマートフォンやデジタルカメラで撮影した譜面画像を認識できる機能を追加したほか、ボーカル譜の発声機能が追加された。

## 姉妹品
スコアメーカーの楽譜データ形式である「sdfファイル」を読み込んで使用する。
MusicDrill音楽帳
音楽教育用ソフト。小学校低学年用「たのしいおんがく」と中学年以上用の「音楽を作ろう」の2つのソフトから習熟度に合わせて6段階のレベルを選んで使用することができる。「音楽を作ろう」では、キーボードを叩く速さに合わせて演奏を進める「タッピング」機能がついている。もともと「スコアメーカー」の方が「音楽帳」の姉妹品扱いであった。
バージョンアップは「3.0」発売後永らくなかったが、2007年にWindows Vista対応の「音楽帳5」をリリース。
プリマヴィスタ
合唱練習ソフト。演奏にあわせてマイクで歌うだけで、音程判定をしてくれる。
ピアノマスター
電子ピアノ練習ソフト。
スコアプレーヤー
sdfファイルの読み込み・演奏・印刷が可能なフリーソフト。2007年現在Ver.4が公開されている。
スコアプレーヤーFX
2007年リリース。従来のスコアプレーヤーの機能に加え、FXシリーズの保存形式であるsdxファイルの読み込み・演奏・印刷、さらに簡単な編集や移調も可能。